# Euphorbia capitellata
Euphorbia capitellata är en törelväxtart som beskrevs av Georg George Engelmann. Euphorbia capitellata ingår i släktet törlar, och familjen törelväxter. Inga underarter finns listade i Catalogue of Life.